# Hromnice
Hromnice (en allemand : Hromitz) est une commune du district de Plzeň-Nord, dans la région de Plzeň, en République tchèque. Sa population s'élevait à 1 268 habitants en 2022.

## Géographie
Hromnice se trouve à 11 km au sud-sud-est de Plasy, à 14 km au nord-nord-est du centre de Plzeň et à 76 km à l'ouest-sud-ouest de Prague.
La commune est limitée par Kaznějov, Obora, Jarov et Kaceřov au nord, par Němčovice et Břasy à l'est, par Nadryby, Dolany, Česká Bříza et Třemošná au sud, et par Horní Bříza à l'ouest.

## Histoire
La première mention écrite de la localité date de 1181.

## Administration
La commune se compose de six sections :
- Chotiná
- Hromnice
- Kostelec
- Nynice
- Planá
- Žichlice

## Galerie

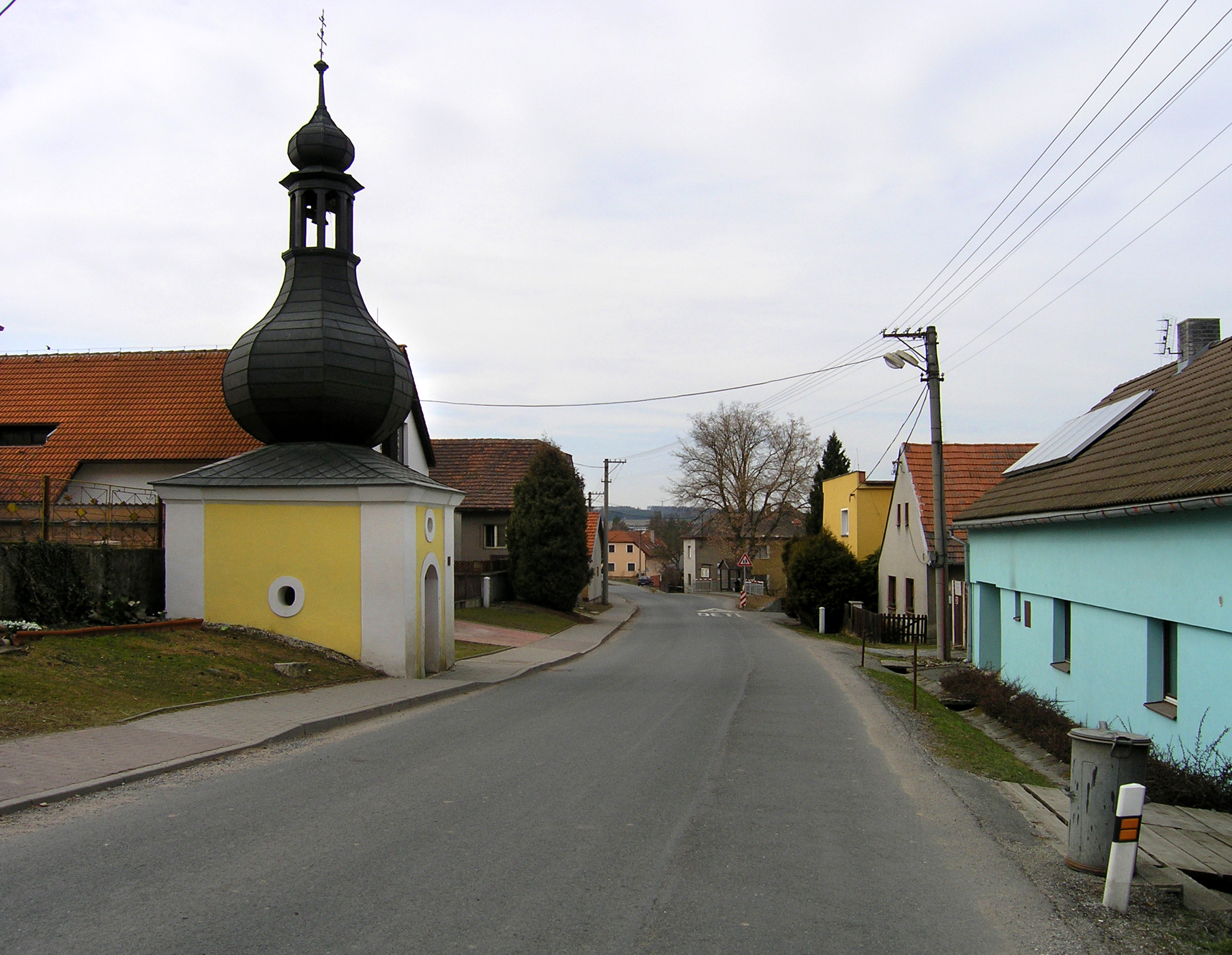
Chapelle à Žichlice.
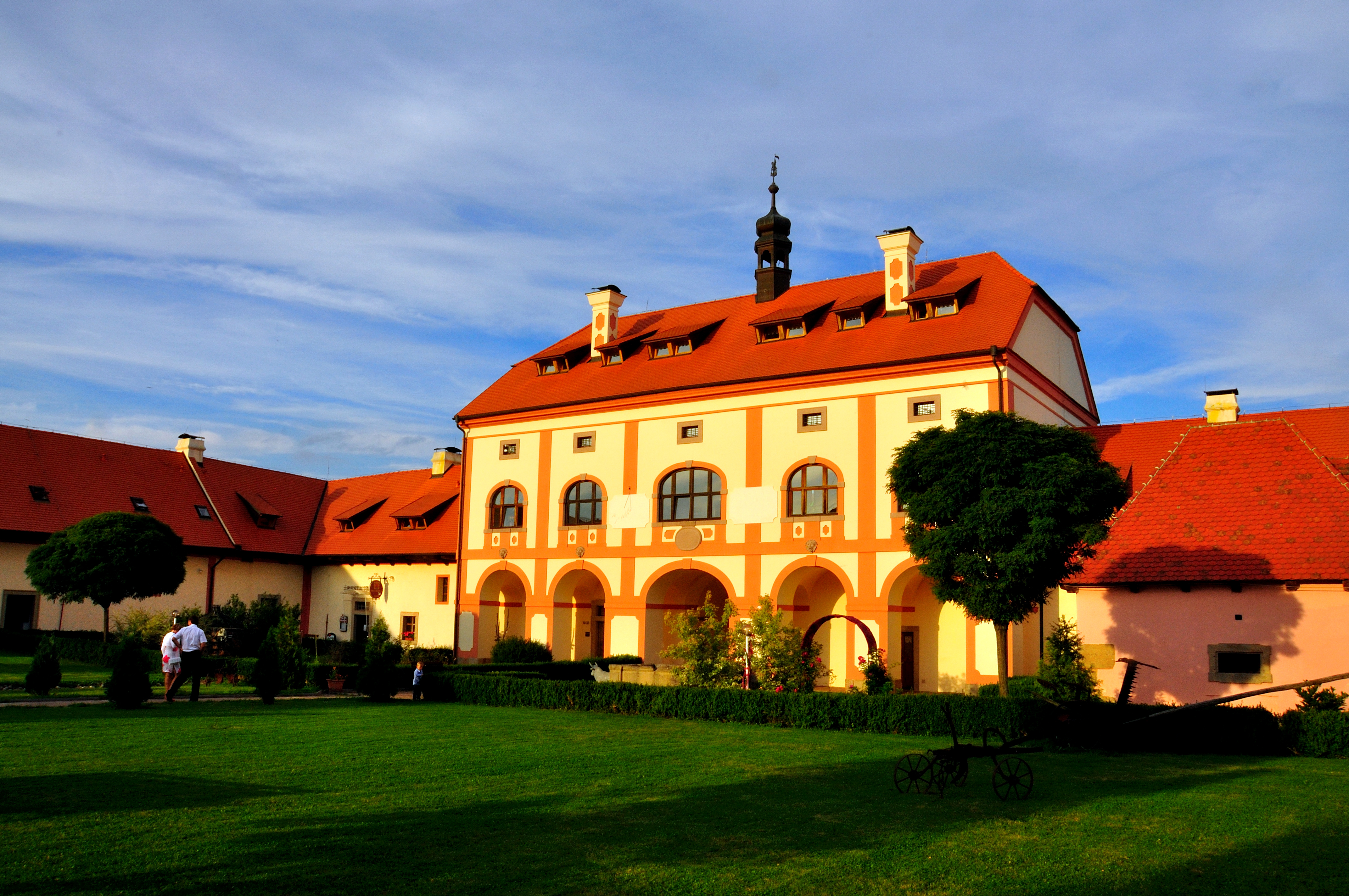
La façade de la ferme Býkov.

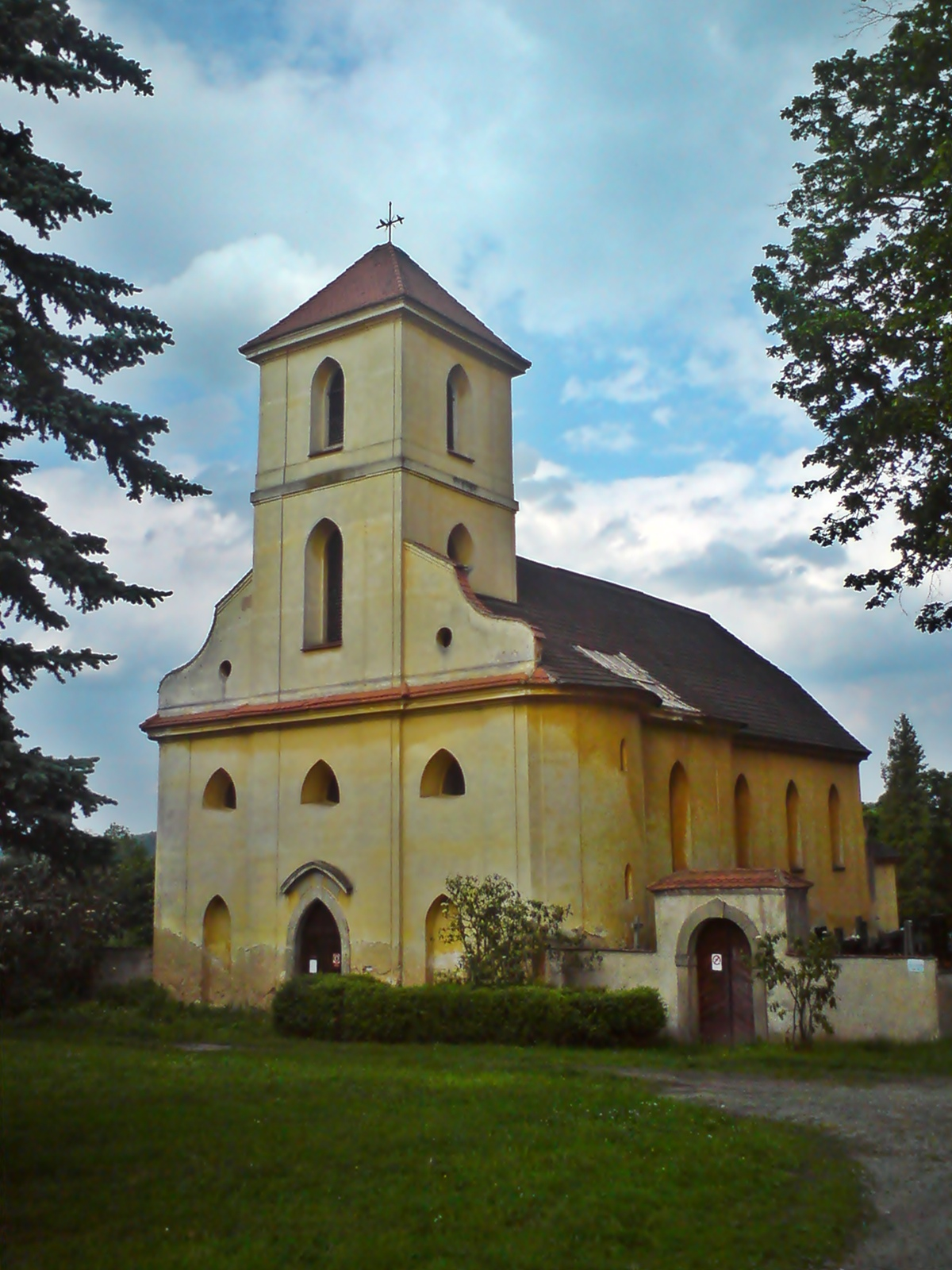
Église Saint-Georges à Kostelec.
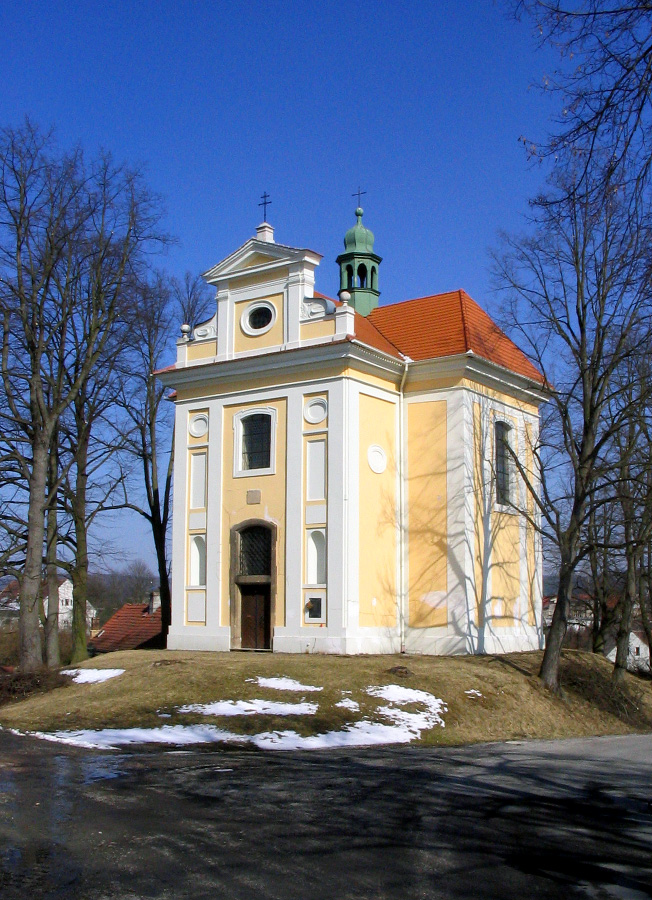
Chapelle Sainte-Catherine à Nynice.

## Transports
Par la route, Hromnice se trouve à 6 km de Třemošná, à 14 km de Plzeň et à 102 km de Prague. 